# 聖尼古拉斯 (埃斯特利省)

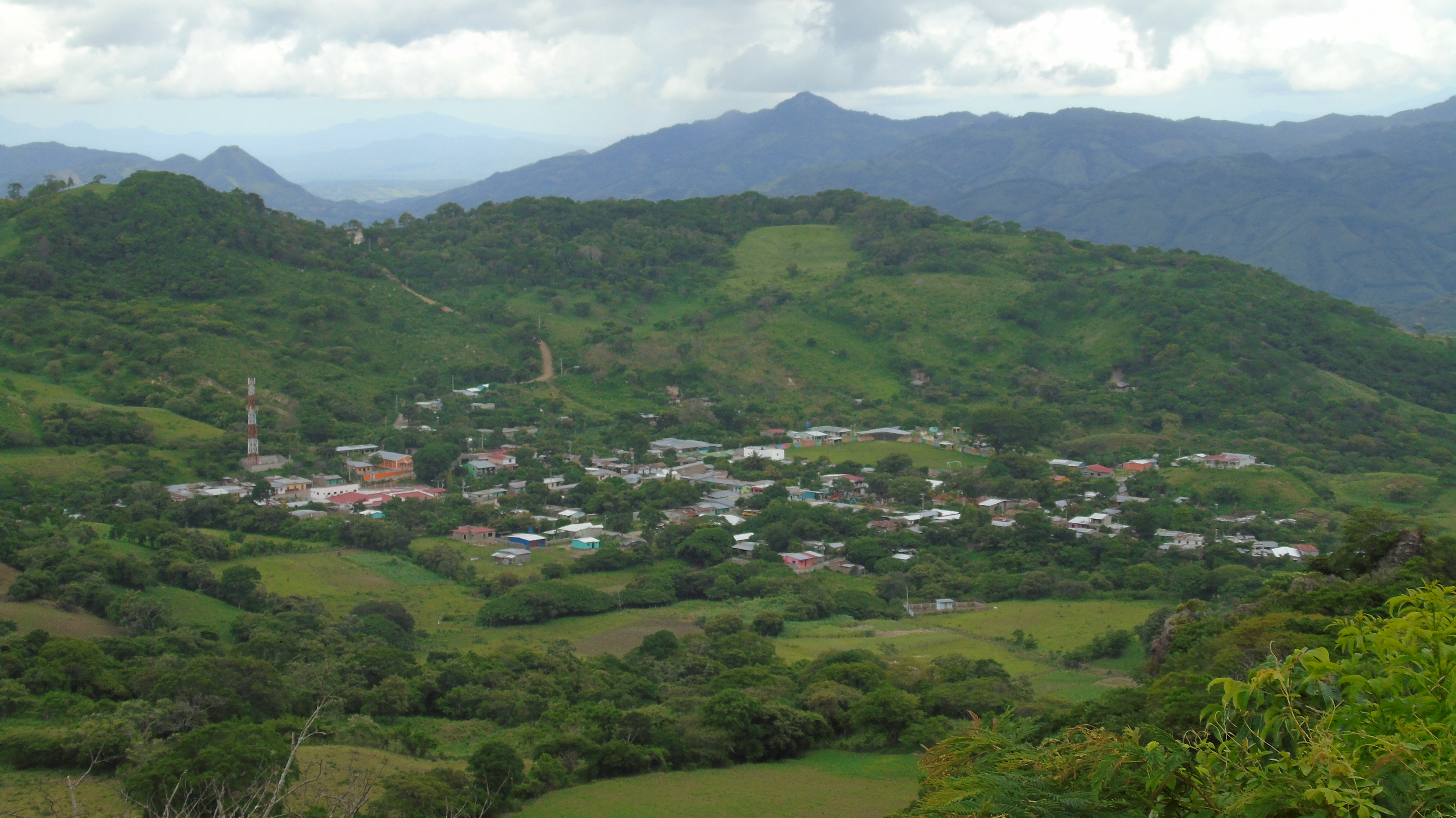
聖尼古拉斯

聖尼古拉斯（西班牙語：San Nicolás），是尼加拉瓜的城鎮，位於該國北部，由埃斯特利省負責管轄，始建於1892年，面積163平方公里，2005年人口6,768，人口密度每平方公里41.52人。
12°55′59″N 86°20′49″W / 12.93306°N 86.34694°W